# Walter Maria de Silva

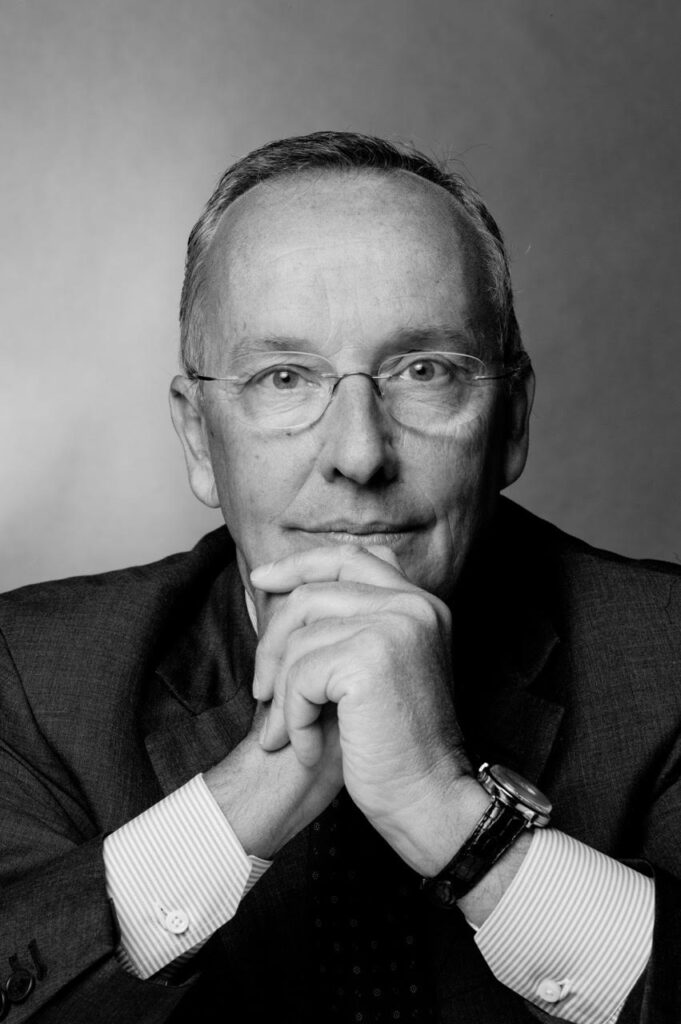
Porträt von Walter de Silva, 2015

Walter Maria de Silva (* 27. Februar 1951 in Lecco) ist ein italienischer Automobildesigner. Bis Ende 2015 war de Silva für das Design von Volkswagen verantwortlich. Zuvor entwickelte er als Chefdesigner für Alfa Romeo (1986–2001) sowie für Seat und Audi neue Designkonzepte.

## Leben
De Silva begann seine Tätigkeit im Automobilsektor 1972 im Centro Stile Fiat in Turin. Von 1975 bis 1979 war er im Studio des italienischen Designers Rodolfo Bonetto in Mailand mit Entwürfen von Möbeln befasst. 1979 ging er zurück nach Turin, um im Designstudio I.De.A Institute zu arbeiten. Bekannt wurde de Silva ab 1996 durch den Alfa Romeo 156, den er für den Mailänder Automobilhersteller entwarf.
Die Entwürfe für den Alfa 156 und insbesondere dessen Kombivariante Sportwagon veranlassten den Volkswagen-Konzern auf Anregung von Ferdinand Piëch – der den 156 Sportwagon als das schönste Auto des Segments bezeichnete – dazu, de Silva für den VW-Konzern anzuwerben.
Im Jahr 2001 nach Einführung des Alfa Romeo 147 wechselte er nach Spanien zu Seat, dort entwarf er den Van Altea und daraus folgend den Ibiza III, León 2 sowie den Toledo 3. Sein erstes Projekt für Audi war der A6 der dritten Generation im Jahr 2004. Ihm hat Audi die aktuelle emotionalere, italienisch anmutende Designsprache zu verdanken. Er kam damit dem Wunsch der Konzernleitung Audis nach, die eher technoiden, ingenieurhaften Tugenden der Modelle der 1990er Jahre neu zu interpretieren. Auch der Singleframe-Kühlergrill der neuen Audi-Modelle sowie die Lichtkanten an der Schulterlinie und die stark ausgeprägte sogenannte Toronadolinie entstanden unter seiner Leitung. Weitere Projekte de Silvas waren der Audi Nuvolari quattro, der R8 sowie der TT der zweiten Generation.
Vom 1. Februar 2007 an war er für das Design des Volkswagenkonzerns verantwortlich, wo er sich der Etablierung und Pflege einer markenübergreifenden Designkultur verschrieb, zum 30. November 2015 trat er in den Ruhestand.
Seit Mai 2017 ist er für den Ingenieurdienstleister EDAG tätig.
2021 kam die Nudelsorte Papiri von Barilla, die von de Silva designt wurde, auf den Markt.

## Galerie
Hier einige Fahrzeugentwürfe von de Silva:

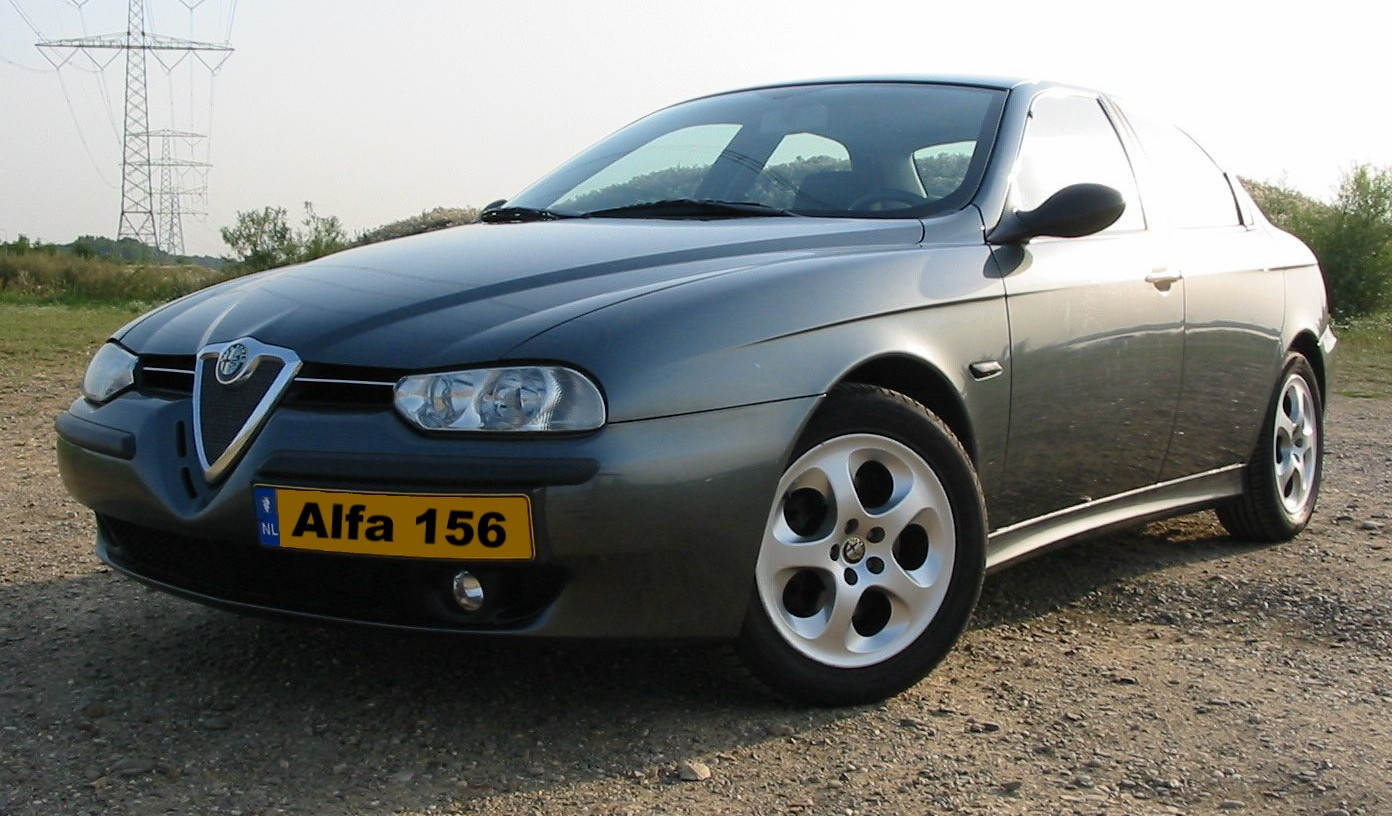
Alfa Romeo 156
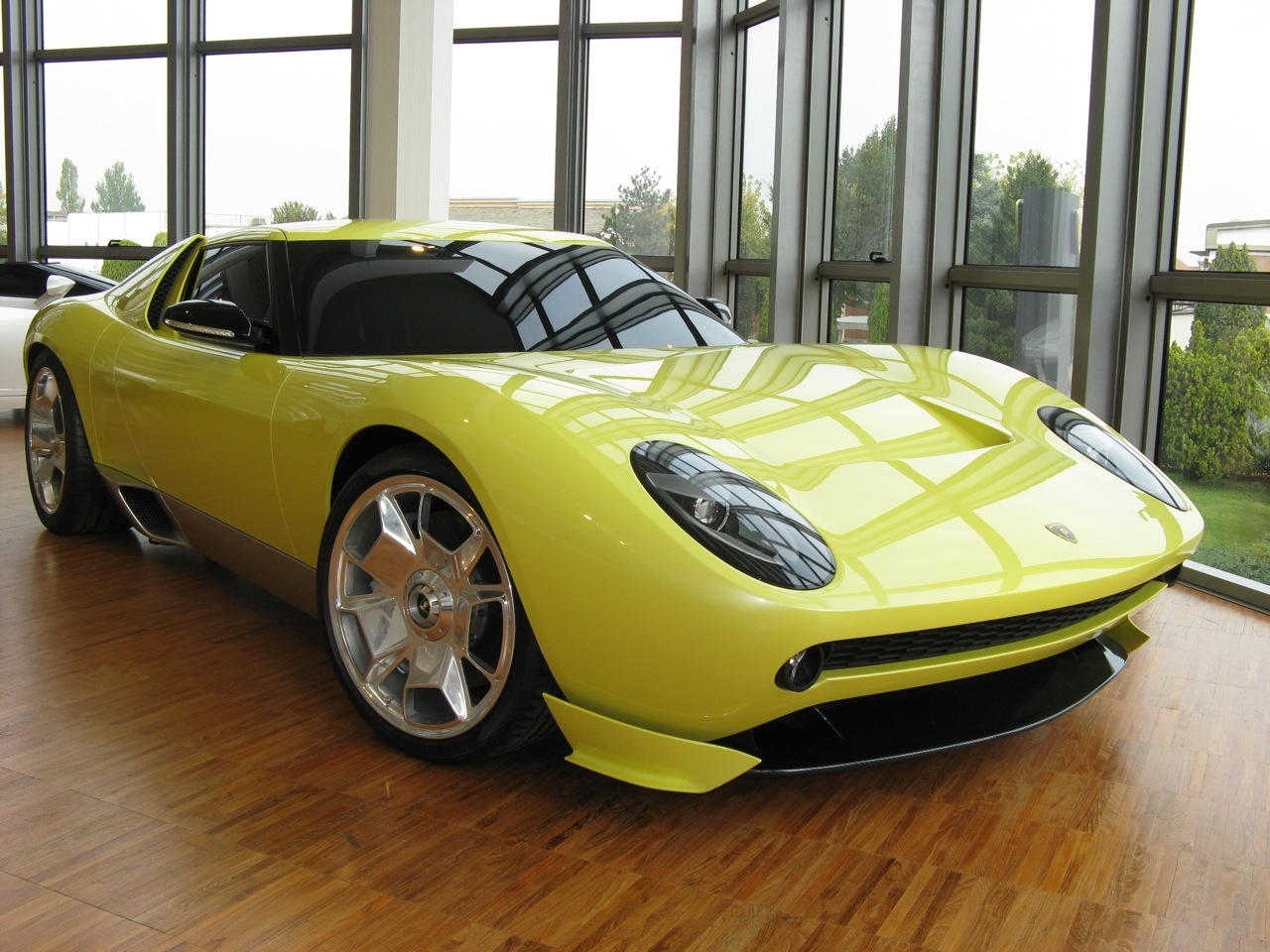
Lamborghini Miura Concept
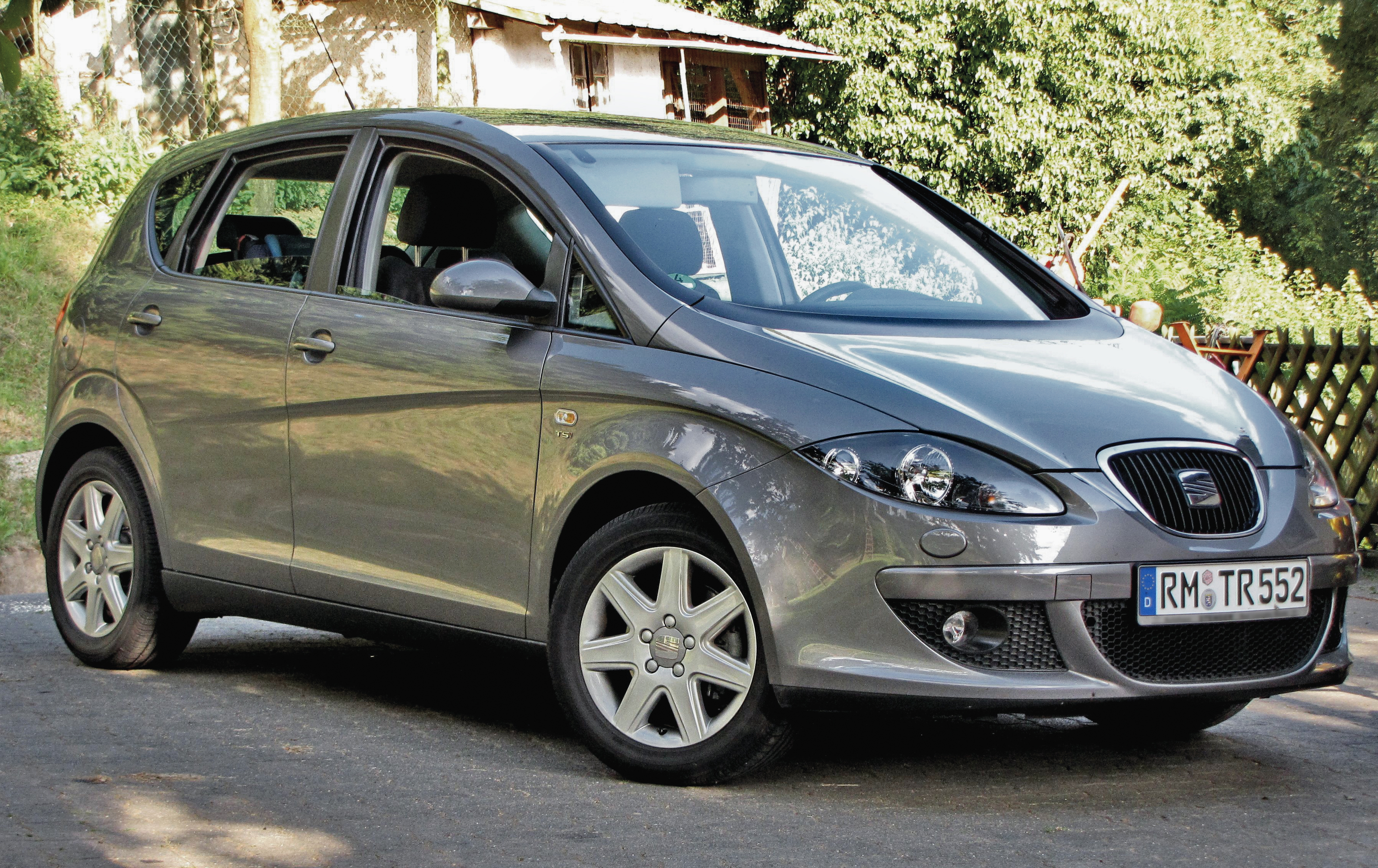
Seat Altea
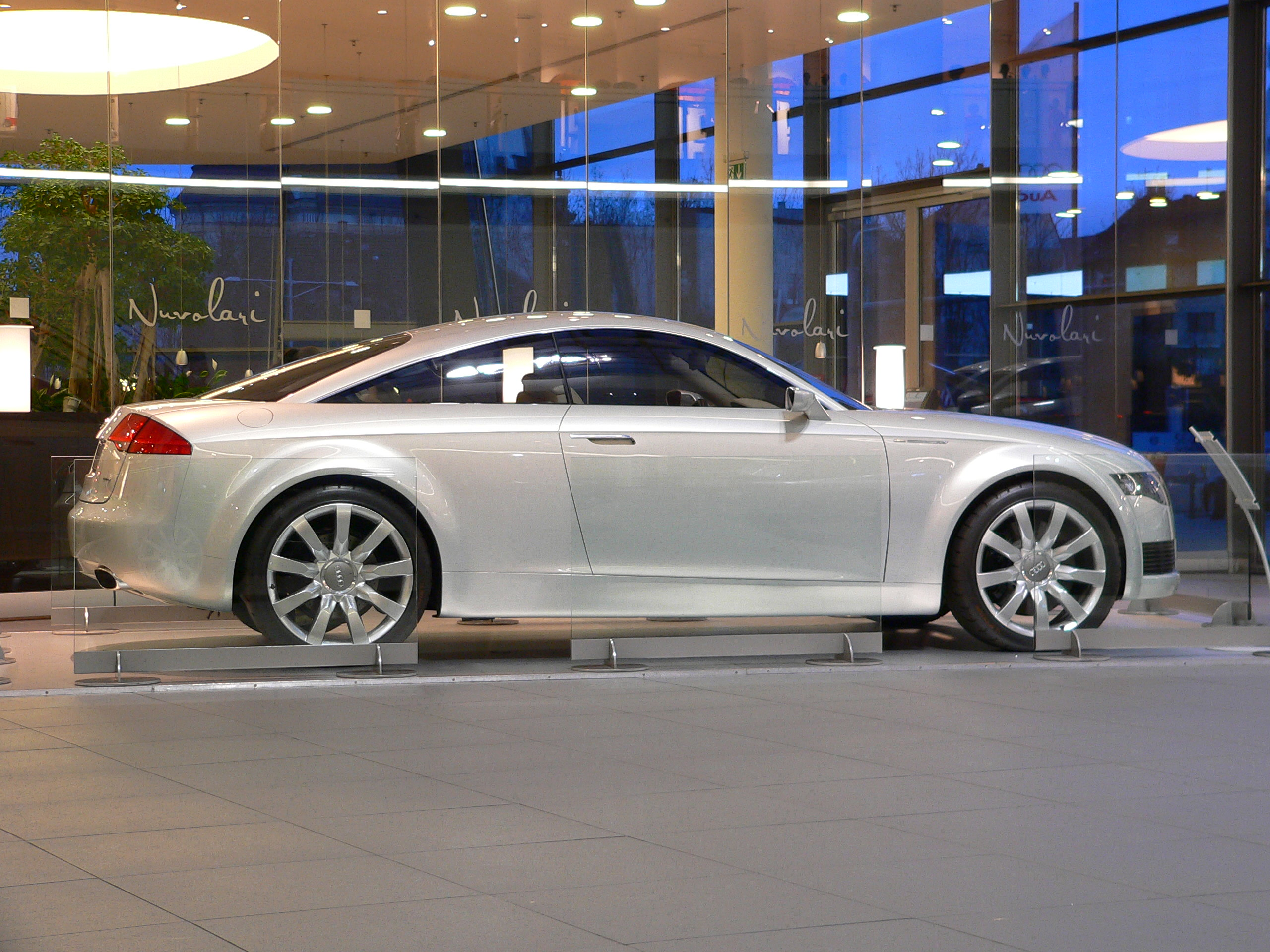
Nuvolari-Studie auf der IAA 2003
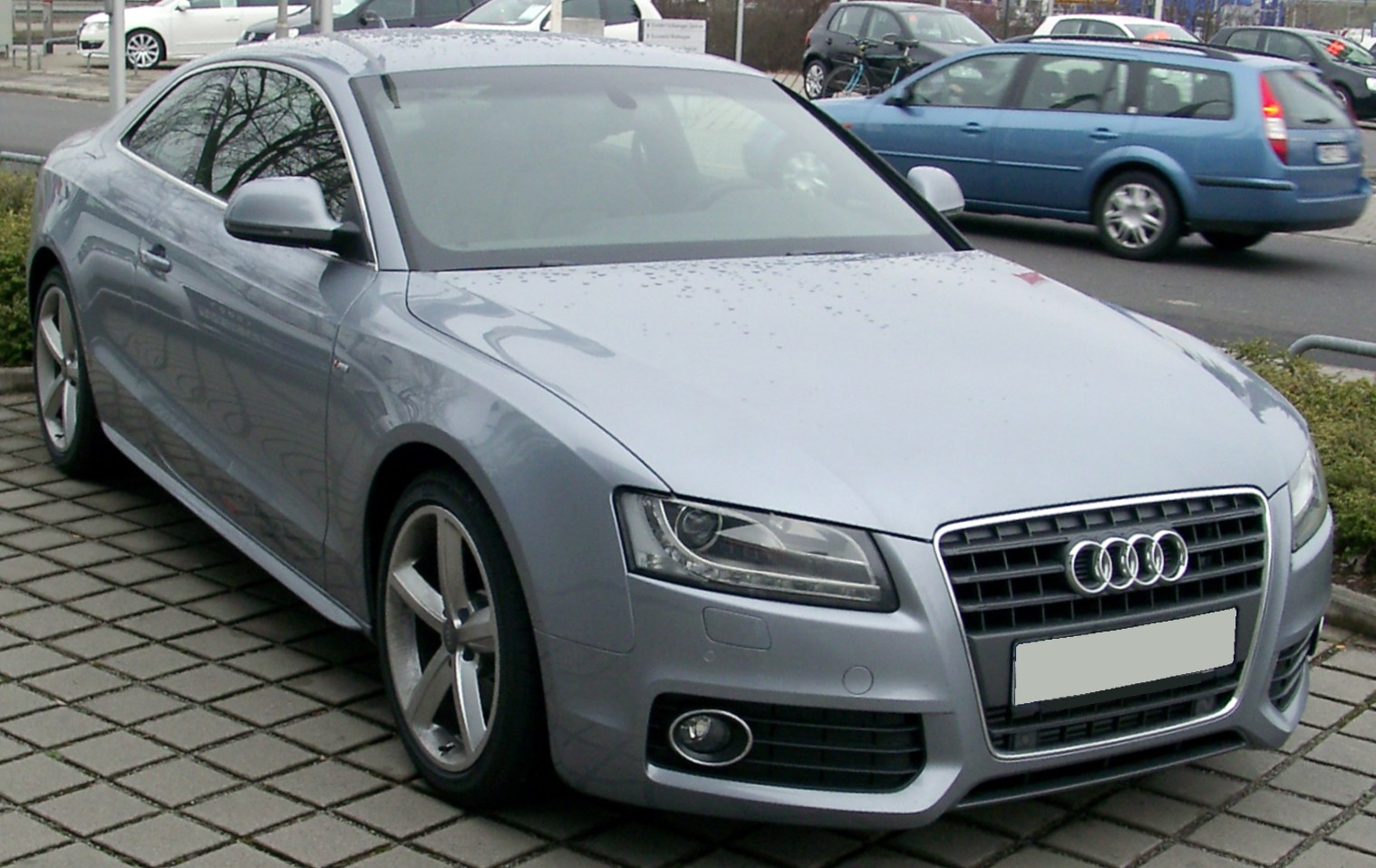
Audi A5 (2007)
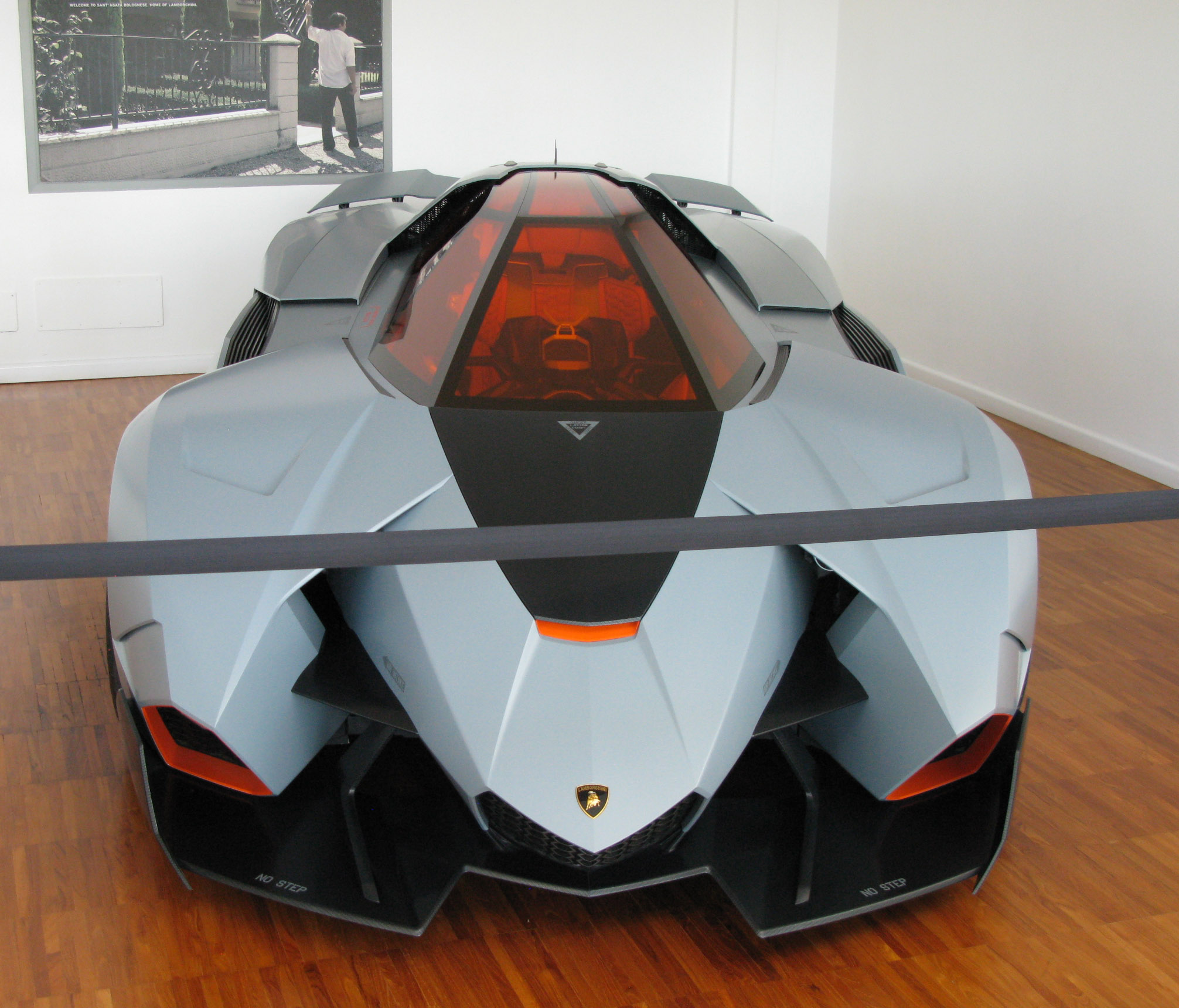
Lamborghini Egoista (2013)